# Luigi Compagna
Luigi Compagna (Napoli, 24 novembre 1948) è un politico italiano.

## Biografia
È figlio di Francesco Compagna. Laureato in Scienze politiche all'Università Federico II di Napoli nel 1971, è stato professore ordinario di Storia delle Dottrine politiche all'Università LUISS Guido Carli di Roma. Autore di numerosi libri e saggi di storia delle idee e storia politica. Sposato e con tre figli, vive a Roma.

### Attività politica
La sua carriera politica è caratterizzata da numerosi cambi di partito, o di adesione a gruppi parlamentari diversi.

#### Prima Repubblica
Inizia l'attività politica nel Partito Repubblicano Italiano da ragazzo, in cui milita per 25 anni, facendo parte anche del Consiglio Nazionale del PRI.
Nel 1991 abbandona il PRI e aderisce al Partito Liberale Italiano. In occasione del passaggio con il PLI Compagna dichiara «Sono un liberale da sempre anche se sono stato quasi 25 anni nel PRI. Per me è un ritorno a casa».
Candidato per il PLI, alle elezioni del 1992, viene eletto senatore. Durante l'XI legislatura è capogruppo del Partito Liberale in Senato

#### Seconda Repubblica
Dopo lo scioglimento del PLI, Compagna aderisce all'Unione Liberaldemocratica di Valerio Zanone. Alle elezioni del 1994 viene candidato per l'Unione Liberaldemocratica nel Patto per l'Italia, coalizione centrista guidata da Mariotto Segni, ma non viene eletto.
Nel 1995 l'Unione Liberaldemocratica confluisce nella Federazione dei Liberali, a cui Compagna aderisce.
Nel 1997 abbandona la Federazione dei Liberali e si iscrive al Partito Socialista. Alle elezioni comunali di Napoli del 1997 viene indicato come un possibile assessore comunale in caso di vittoria del candidato di centrodestra Emmidio Novi. Le elezioni sono però vinte dal candidato di centrosinistra Antonio Bassolino.
Nel 1998 lascia il Partito Socialista e aderisce all'Unione Democratica per la Repubblica.
Nel 1999, dopo appena un anno, tuttavia, lascia l'UDR e aderisce al Centro Cristiano Democratico. Candidato alle elezioni del 2001, viene eletto senatore. Nel 2002 il CCD confluisce nell'Unione dei Democratici Cristiani e di Centro (UDC), a cui Compagna aderisce. Candidato per l'UDC, alle elezioni del 2006 non viene rieletto.
Nel 2008 abbandona l'Unione di Centro ed aderisce al Popolo della Libertà.
Alle elezioni politiche del 2008 è quindi candidato al Senato della Repubblica, in regione Campania, nelle liste del Popolo della Libertà (in dodicesima posizione), venendo eletto senatore della XVI Legislatura.
Alcuni mesi dopo l'elezione ha proposto una modifica ad un decreto legge per permettere al giudice Corrado Carnevale di concorrere per il posto di primo presidente della Corte di cassazione.
Nel 2009, insieme alla senatrice Franca Chiaromonte del Partito Democratico, ha proposto un disegno di legge costituzionale per ripristinare l'immunità parlamentare: vi si propone una procedura con cui la Camera di appartenenza dispone sospensione del procedimento penale a carico del parlamentare per tutta la durata del suo mandato (invertendo così la procedura esistente prima del 1993 con l'obbligo del magistrato di richiedere l'autorizzazione a procedere).
Alle elezioni politiche del 2013 è ricandidato al Senato della Repubblica, in regione Campania, nelle liste del Popolo della Libertà (in sesta posizione), venendo rieletto per la quarta volta senatore della XVII Legislatura.
Appena eletto ha presentato un disegno di legge (poi ritirato) per dimezzare la pena per concorso esterno in associazione mafiosa. 
Aderisce al gruppo Grandi Autonomie e Libertà (GAL) i cui sarà nominato segretario d'Aula del gruppo.
Il 16 novembre 2013, con la sospensione delle attività del Popolo della Libertà, aderisce al Nuovo Centrodestra guidato da Angelino Alfano. 
Dopo solo 5 giorni, il 19 novembre 2013 lascia il Nuovo Centrodestra, e fa ritorno nel gruppo Grandi Autonomie e Libertà. Il 2 dicembre 2013, poi, ritorna nel gruppo del Nuovo Centrodestra.
Il 21 dicembre 2015 abbandona il Nuovo Centrodestra e aderisce a IDeA-Identità e Azione aderendo al gruppo Grandi Autonomie e Libertà.
Pur continuando ad essere iscritto a IDeA il 16 febbraio 2016 si iscrive al gruppo parlamentare Conservatori e Riformisti, permettendoglii di raggiungere la quota di sieci parlamentari e di continuare quindi ad esistere.
Il 2 aprile 2017, con lo scioglimento del gruppo Conservatori e Riformisti (di cui era membro) confluisce assieme agli altri senatori di CoR nel gruppo misto; il giorno successivo (3 aprile 2017) ritorna nel gruppo Grandi Autonomie e Libertà.
Il 25 maggio 2017 abbandona il Grandi Autonomie e Libertà ed aderisce, assieme agli altri senatori di IDeA, al neonato gruppo parlamentare di centro-destra "Federazione della Libertà (IDeA-Popolo e Libertà, PLI)".
Dall'inizio della legislatura è il parlamentare che ha cambiato più volte in assoluto il gruppo parlamentare di appartenenza (ben nove volte dall'inizio della XVII Legislatura).
Non viene rieletto alle elezioni del 2018.

## Ascendenza
|                                                          |   |                                                                   | Genitori                                               |  |  | Nonni |  |  | Bisnonni           |  |  | Trisnonni                           |  |
|                                                          |   |                                                                   |                                                        |  |  |       |  |  | Francesco Compagna |  |  | Luigi Compagna, barone di Corignano |  |
|                                                          |   |                                                                   |                                                        |  |  |       |  |  | Francesco Compagna |  |  | Luigi Compagna, barone di Corignano |  |
|                                                          |   | Mariuccia Del Carretto                                            |                                                        |  |  |       |  |  | Francesco Compagna |  |  |                                     |  |
| Pietro Compagna, X principe di Marsiconuovo              |   |                                                                   |                                                        |  |  |       |  |  | Francesco Compagna |  |  |                                     |  |
|                                                          |   | Maria Bianca Gallone di Nociglia, IX principessa di Marsico Nuovo | Giuseppe Gallone di Nociglia, VIII principe di Tricase |  |  |       |  |  |                    |  |  |                                     |  |
|                                                          |   | Maria Bianca Gallone di Nociglia, IX principessa di Marsico Nuovo | Giuseppe Gallone di Nociglia, VIII principe di Tricase |  |  |       |  |  |                    |  |  |                                     |  |
|                                                          |   | Maria Bianca Gallone di Nociglia, IX principessa di Marsico Nuovo | Mariantonia Melodia                                    |  |  |       |  |  |                    |  |  |                                     |  |
| Francesco Compagna                                       |   | Maria Bianca Gallone di Nociglia, IX principessa di Marsico Nuovo |                                                        |  |  |       |  |  |                    |  |  |                                     |  |
|                                                          |   | …                                                                 | …                                                      |  |  |       |  |  |                    |  |  |                                     |  |
|                                                          |   | …                                                                 | …                                                      |  |  |       |  |  |                    |  |  |                                     |  |
|                                                          |   | …                                                                 | …                                                      |  |  |       |  |  |                    |  |  |                                     |  |
| Teresa Siciliano di Rende                                |   | …                                                                 |                                                        |  |  |       |  |  |                    |  |  |                                     |  |
|                                                          |   | …                                                                 | …                                                      |  |  |       |  |  |                    |  |  |                                     |  |
|                                                          |   | …                                                                 | …                                                      |  |  |       |  |  |                    |  |  |                                     |  |
|                                                          |   | …                                                                 | …                                                      |  |  |       |  |  |                    |  |  |                                     |  |
| Luigi Compagna                                           |   | …                                                                 |                                                        |  |  |       |  |  |                    |  |  |                                     |  |
|                                                          | … | …                                                                 |                                                        |  |  |       |  |  |                    |  |  |                                     |  |
|                                                          | … | …                                                                 |                                                        |  |  |       |  |  |                    |  |  |                                     |  |
|                                                          | … | …                                                                 |                                                        |  |  |       |  |  |                    |  |  |                                     |  |
| …                                                        | … |                                                                   |                                                        |  |  |       |  |  |                    |  |  |                                     |  |
|                                                          |   | …                                                                 | …                                                      |  |  |       |  |  |                    |  |  |                                     |  |
|                                                          |   | …                                                                 | …                                                      |  |  |       |  |  |                    |  |  |                                     |  |
|                                                          |   | …                                                                 | …                                                      |  |  |       |  |  |                    |  |  |                                     |  |
| Licia Cattaneo della Volta, dei principi di San Nicandro |   | …                                                                 |                                                        |  |  |       |  |  |                    |  |  |                                     |  |
|                                                          |   | …                                                                 | …                                                      |  |  |       |  |  |                    |  |  |                                     |  |
|                                                          |   | …                                                                 | …                                                      |  |  |       |  |  |                    |  |  |                                     |  |
|                                                          |   | …                                                                 | …                                                      |  |  |       |  |  |                    |  |  |                                     |  |
| …                                                        |   | …                                                                 |                                                        |  |  |       |  |  |                    |  |  |                                     |  |
|                                                          |   | …                                                                 | …                                                      |  |  |       |  |  |                    |  |  |                                     |  |
|                                                          |   | …                                                                 | …                                                      |  |  |       |  |  |                    |  |  |                                     |  |
|                                                          |   | …                                                                 | …                                                      |  |  |       |  |  |                    |  |  |                                     |  |
|                                                          |   | …                                                                 |                                                        |  |  |       |  |  |                    |  |  |                                     |  |

### Militanze Politiche
In totale Compagna ha fatto parte di 11 partiti:
- Partito Repubblicano Italiano (fino al 1991)
- Partito Liberale Italiano (1991-1994)
- Unione Liberaldemocratica (1994-1995)
- Federazione dei Liberali (1995-1997)
- Partito Socialista (1997-1998)
- Unione Democratica per la Repubblica (1998-1999)
- Centro Cristiano Democratico (1999-2002)
- Unione di Centro (2002-2008)
- Popolo della Libertà (2009-2013)
- Nuovo Centrodestra (2013-2015)
- Identità e Azione (dal 2015)